# Dějiny Myanmaru
Dějiny Myanmaru se zabývají historií oblasti dnešního jihoasijského státu Myanmar, dříve nazývaného Barma.

## Historie do počátku 19. století
Prvním barmským státem bylo království Pugam (11.–13. století), které se rozkládalo na většině území dnešního Myanmaru a nakonec podlehlo vpádům Mongolů. Před Pugamským královstvím na území Myanmaru existovalo několik různých civilizací a kultur (např. městské státy Pyu a království Mon). Země byla znovu sjednocena až v 17. století. Po řadu staletí spolu jednotlivé etnické skupiny sváděly boje o moc a nadvládu. Barmánci získali převahu až v polovině 18. století. Během následující vlády barmských králů získal Myanmar své stávající hranice.

## Období britské anexe královské Barmy (1824–1885)
Záminkou k prvnímu ozbrojenému střetu mezi britskými a barmskými jednotkami byla sporná hraniční území, na která si činily obě země nárok. První britsko-barmská válka probíhala v letech 1824–1826. Začala nejprve v severozápadních hraničních oblastech Manípur, Kačhár a Ásám, ale Britové válku přenesli na území Dolní Barmy a po několika vítězstvích přiměli barmského panovníka k podpisu mírové smlouvy v Yantapou. Výsledkem smlouvy z Yantapou byl britský zisk Ásámu, Manípuru, Kačháru, Džaitije, Arakanu, Tenaserimu a finanční úhrada. V Barmě též byla zřízena britská rezidentura.
V samotné Barmě vyústila první britsko-barmská válka v řadu rolnických povstání, povstání etnických menšin a palácových převratů. Nicméně ani noví barmští panovníci nebyli ochotni s Brity spolupracovat či jednat, a tak se vzájemné vztahy těchto zemí opět ocitly na bodu mrazu. Britský vliv v barmském království nadále sílil a vrcholní představitelé Britské Indie usilovali o další intervenci v britský prospěch. Jako záminka Britům posloužil drobný konflikt v rangúnském přístavu, ze kterého vyvodili jen stěží přijatelné ultimátum. Po uplynutí ultimáta Britové zahájili na území Dolní Barmy bojové operace ústící v druhou britsko-barmskou válku v letech 1852–1853. Britové si v průběhu války podrobili Martaban, Rangún, Basein, Pegu a Prome, čímž odřízli barmské království od přístupu k moři (území, která Britové v Barmě kontrolovali po druhé britsko-barmské válce se souhrnně označují jako Dolní Barma a zbylé území barmského království jako Horní Barma). V té době také proběhl v Amarapuře palácový převrat a k vládě se dostal princ Mintoun, který byl ochotný s Brity jednat a zastavit válečné operace. Nebyl ale ochoten přistoupit na mírovou smlouvu, potvrzující Britům nově dobytá území Dolní Barmy.

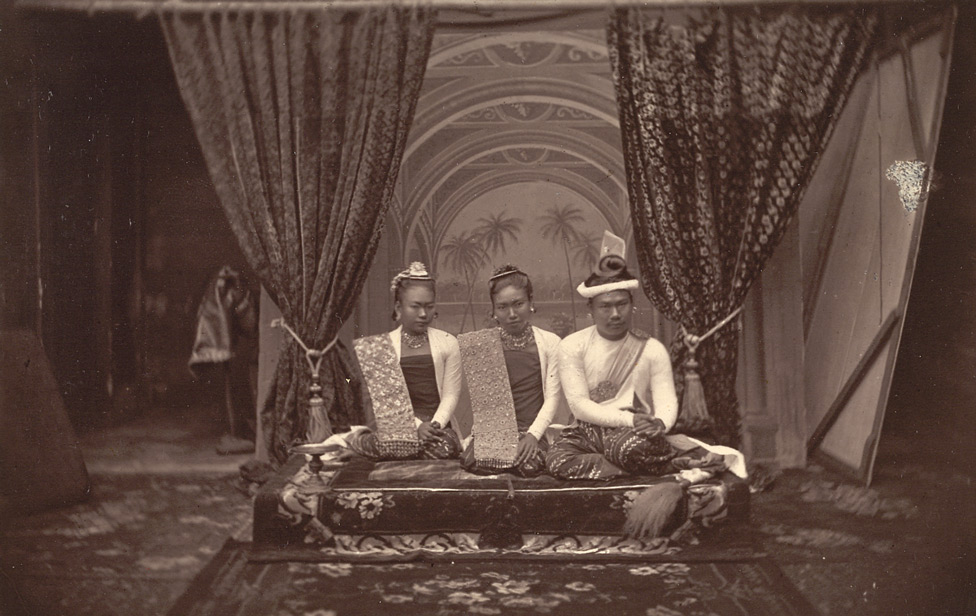
Willoughby Wallace Hooper: Thipoa Min byl posledním králem barmské dynastie Konbaung (Myanmar) a také posledním barmským panovníkem v dějinách země. Jeho vláda skončila, když Barma byla poražena silami Britského impéria ve třetí anglo-barmské válce, dne 29. listopadu 1885, před oficiální anexí dne 1. ledna 1886. Na snímku je král Thipoa, královna Supayalat (?) a její sestra princezna Supayaji (?), listopad 1885.

Král Mintoun byl panovníkem usilujícím o modernizaci Horní Barmy. Založil nové královské město Mandalaj, reformoval státní správu, daňový systém a soudnictví. Nedostatek rýže v Horní Barmě jej přiměl ke zvětšení rozlohy obdělávané půdy a stavbě zavlažovacích kanálů. Investoval do průmyslových podniků a podstatná reforma se týkala také armády a výzbroje. Král Mintoun usiloval o navázání diplomatických styků s dalšími státy a vypravil diplomatické mise do Francie, Itálie a Velké Británie. Mise se snažily uzavřít obchodní a diplomatické vztahy. I nadále však hlavní prioritou jeho zahraniční politiky zůstávaly dobré vztahy s Brity. Zástupci Britské Barmy vyjednali několik obchodních dohod obsahujících snížení celních poplatků, uvolnění královských monopolů a umožnění tranzitního obchodu Britů s Čínou. Mintoun ale od smlouvy posléze odstoupil (z důvodu opakovaného britského neplnění závazků plynoucích ze smluv) a opět obnovil královský monopol na hospodářské produkty. Opětovné zavedení královského monopolu rozdmýchalo další reakce ze strany britských obchodníků a britských společností, působících na území Barmy. Mnohé hlasy vyzývaly k britskému zákroku. Z tohoto důvodu opět došlo k celkovému ochlazení diplomatických vztahů mezi britskou Dolní a Horní Barmou.
Po Mintounově smrti nastoupil na trůn roku 1878 král Thipoa. Thipoova neúspěšná vláda přinesla Horní Barmě celkový úpadek. Situace v království se značně zhoršila, menšinová etnika se proti králi vzbouřila a nepokoje se přenesly i do centrálních oblastí říše. Královská správa nad rozsáhlými celky ztratila kontrolu a narůstala kriminalita. Království se nedostávaly finanční prostředky, bujela korupce a vázl výběr daní, a tak bylo nuceno se dále zadlužovat. Výrazně se také zmenšil počet vojáků královské armády. Neúroda vyvolala migrace obyvatel z barmského království do Dolní Barmy. Vzájemné vztahy mezi Britskou Barmou a barmským královstvím byly značně ovlivněny zájmy vlivných britských obchodníků a společností usilujících o další rozšíření obchodních dohod. Diplomaté barmského království se snažili najít protiváhu k Velké Británii a jednali s Francií o uzavření vzájemné spojenecké dohody. Francie ale nebyla na žádnou závaznější dohodu ochotna přistoupit. Britský postoj se vlivem zhoršující se situace v Horní Barmě dále přitvrzoval a pod záminkou odmítnutého ultimáta přerostl roku 1885 ve třetí britsko-barmskou válku. Tato válka měla velmi rychlý průběh a jejím důsledkem bylo obsazení celého území Horní Barmy Brity a internace krále Thipoa s rodinou v Rantganari na západním pobřeží Indie. Barma na dlouhou dobu ztratila nezávislost.

## Období britské koloniální nadvlády (1885–1939)
První roky britské vlády v Horní Barmě byly poznamenány bouřemi odporu proti britské anexi země. Tento odpor byl iniciován členy královské rodiny a bývalé královské správy, kteří přišli o moc, a rozšířil se jak do měst tak do venkovských oblastí. Nepokojů se účastnili prostí obyvatelé, kteří byli nespokojeni se zrušením království a obávali se o budoucnost tradiční barmské kultury a buddhismu. V první polovině devadesátých let britská správa s nasazením posíleného počtu vojenských jednotek odpor tvrdě potlačila.
Barma byla administrativně připojena k Britské Indii. Vlastní správa Barmy měla sice řadu pravomocí, ale všechna zásadní rozhodnutí přináležela britské vládě v indické Kalkatě.
Britové usilovali o integraci Horní a Dolní Barmy a o vytvoření úplně nového správního aparátu. V rámci nového správního systému byla Barma rozdělena na oblasti spravované Brity přímo a nepřímo. Přímo byla spravována oblast tzv. vlastní Barmy. Vlastní Barma bylo území z většiny obývané Barmánci, Mony, Arakanci a Kareny a v jejím čele stál guvernér. Zbývající území byla vyčleněna jako tzv. hraniční oblasti. Tato území byla obývána hlavně etnickými menšinami Šanů, Kačjinů, Čjinů, Karenů a dalšími menšími pohraničními etniky.
V hraničních oblastech ponechali Britové pravomoci místním vládcům, kteří ale byli pod kontrolou britských úřadů a superintendentů. Hraničním oblastem bylo také ponecháno tradiční zvykové právo. Na území vlastní Barmy bylo zavedeno právo britsko-indické. Zvláštní status měl Kajaský stát, jemuž Britové poskytli formální nezávislost.
Hlavním městem Britské Barmy se stal Rangún, kde byla také zřizována sídla nových správních institucí a ministerstev. Byla budována nová koloniální armáda složená hlavně z britských, indických, karenských, kačjinských a čjinských vojáků. Etnickým Barmáncům nebylo umožněno do armády vstoupit.
Barmská správa postupně získávala širší správní nezávislost na Indii, až byla roku 1937 od Indie administrativně oddělena. Následně byl podle indického vzoru v Barmě zřízen dvoukomorový parlament v čele s britským guvernérem, přímo odpovědným londýnské vládě. Volby do právě zřízeného parlamentu se konaly roku 1936 a do čela nově zvolené vlády se dostal dr. Bha Mo. Volební právo v Barmě měla jen menší část obyvatelstva starší 21 let, se základním školním vzděláním a nemovitým majetkem. Zpočátku funkce ve státní správě zastávali pouze Britové a Indové, ale časem do složek státního aparátu a přední politiky začali pronikat i Barmánci.
Ihned po anexi začala koloniální správa s modernizací a industrializací země. Britové v Barmě zakládali průmyslové podniky, dále rozšiřovali stávající zemědělské plochy a budovali základní infrastrukturu. Stěžejní barmskou exportní surovinou byla rýže a pod britskou správou se Barma stala největším exportérem rýže na světě. Rychle se rozvíjela těžba ropy, barevných kovů a týkového dřeva. Barma tyto suroviny vyvážela nejčastěji do Indie a Velké Británie a naopak dovážela průmyslové výrobky. V podnikání působili hlavně Britové, kteří založili a řídili největší monopolní společnosti, a bohatí Indové.
Přibližně 70% všech obyvatel pracovalo v zemědělství a do úrodných delt přicházeli z Horní Barmy další rolníci. Půdu od drobných rolníků ve velkém vykupovali zejména indičtí kupci a pak ji dále pronajímali. Tak na venkově vznikala nepočetná skupina bohatých pozemkových vlastníků a vrstva rolníků, kteří nevlastnili pozemek vůbec žádný a půdu si najímali. Tuto transformaci ještě uspíšila hospodářská krize třicátých let, v jejímž důsledku byla výrazně snížena výkupní cena rýže a mnozí rolníci byli donuceni svou půdu prodat. Drobní rolníci si náhle nemohli dovolit platit pachtovné, daně a náklady spojené s obděláváním půdy a začali se tak hromadně zadlužovat, nejčastěji u indických bankéřů a lichvářů, čímž se finanční situace barmských rolníků dále zhoršovala. Zchudlí barmští rolníci spatřovali příčiny své tíživé životní situace v indických vlastnících půdy, lichvářích a britské správě. V nově budovaných průmyslových odvětvích se rychleji uplatňovali indičtí imigranti a to jak na kvalifikovaných tak nekvalifikovaných místech, což vyvolávalo odpor mezi nezaměstnanými Barmánci.
Velké změny proběhly ve školství. V předkoloniálním období základní vzdělání zajišťovaly školy při buddhistických klášterech a to pouze pro chlapce. V koloniálním období vznikaly nové státní školy evropského typu a školy misionářské, vyučující v angličtině. Do těchto škol docházely hlavně děti Britů a Indů. Většina Barmánců na tyto školy neměla dostatek financí, a tak hlavně na venkově jedinou možností získání vzdělání zůstaly buddhistické kláštery. Gramotnost se v Barmě pohybovala kolem 40% a byla výrazně vyšší u chlapců. První univerzita na území Barmy byla zřízena roku 1920 v Rangúnu.
V koloniálním období došlo ve složení barmské společnosti k podstatným změnám. Do Barmy přicházelo mnoho imigrantů z Indie a Číny a spolu s nimi také islám či hinduismus. Křesťanští misionáři z Velké Británie a Spojených států amerických šířili v Barmě křesťanství, zejména mezi menšinovými etnickými skupinami. Nejvíce křesťanů se nachází mezi Kareny, Kačjiny a Čjiny. Britská správa dle zásad své koloniální politiky do vnitřních záležitostí sanghy a buddhismu nezasahovala.
Ve dvacátých letech si mnozí Barmánci začali uvědomovat rozsah pronikání evropské kultury a anglického jazyka do tradiční barmské společnosti a školství a s tím spojený úpadek kultury barmské a podřadné postavení barmského jazyka. V této době začal vznikat moderní barmský nacionalistický proud, usilující o zrovnoprávnění postavení Barmánců. Vyhradil se také postoj sanghy, která v britské přítomnosti spatřovala možné ohrožení buddhismu a část radikálních mnichů se zapojila do nacionalistického hnutí. Studenti Rangúnské univerzity stávkovali za zrušení národnostní diskriminace ve školství a ustavení barmštiny jako rovnocenného výukového jazyka. Ve venkovských oblastech se zchudlí rolníci začali bouřit a po celé Barmě proběhla řada nepokojů včetně velkého Schaya Samova povstání, které získalo podporu po celé Barmě. Všechna povstání ale byla velmi rychle potlačena koloniálními jednotkami. Avšak v důsledku těchto rozsáhlých bouří nevole britská správa snížila daně v zemědělských oblastech.
Ve třicátých letech se zhoršily i tak křehké vztahy mezi Barmánci a indickými imigranty. Vzájemné střety měly zčásti náboženský podtext, ale hlavně byly motivovány protiindickými náladami. Mnozí Indové totiž v Barmě patřili k majetným obchodníkům, podnikatelům nebo byli zaměstnáni v lépe placeném průmyslu.
V průběhu třicátých let v Barmě vynikla strana Dou Bama. Dou Bama byla založena skupinou absolventů Rangúnské univerzity roku 1930 a mezi jejími čelnými představiteli bylo mnoho vrcholných politiků příštích let jako Aun Schan, Nu, Tchan Tchun a Sou. Členové Dou Bamy před svými jmény používaly přídomek thakchin – pán, tak byli v Barmě oslovováni Britové. Tím chtěli dát najevo, že skutečnými pány Barmy jsou sami Barmánci. Program Dou Bamy byl silně nacionalisticky orientován a jako hlavní cíl svého úsilí si strana vytyčila úplnou nezávislost Barmy. Zároveň do programu Dou Bamy začaly čím dál silněji pronikat myšlenky z Marxových děl a strana se tak orientovala na levicovou politiku. Jako jedna z prvních stran začala Dou Bama zapojovat také menšinová etnika do protikoloniálního úsilí. Thakchinové spolupracovali s většinou menšinových národností kromě Karenů, kteří usilovali o vznik vlastního státu. Ke konci třicátých let měla Dou Bama širokou podporu napříč všemi vrstvami obyvatelstva.
Roku 1938 celou Barmu zachvátila stávka dělníků ropného průmyslu, která vzbudila širokou vlnu solidarity po celé zemi a skončila až zákrokem vládních jednotek v Rangúnu. Tato stávka aktivizovala řadu dalších Barmánců, zejména studentů, kteří vyšli do ulic. Ve větších městech po celé Barmě se konaly vlastenecké manifestace. Tvrdé policejní zásahy si vyžádaly několik obětí a tyto okolnosti vedly až ke změně vládního kabinetu. V kontextu všech těchto událostí byla britská přítomnost v zemi Barmánci čím dál tím více odsuzována.
Roku 1939 byla vrchními činiteli Dou Bamy tajně založena Komunistická strana Barmy.

## Období druhé světové války (1939–1945)
Velká Británie se všemi svými koloniemi vstoupila do druhé světové války 1. září 1939. Obrana Barmy byla výlučná pravomoc britské správy. Barma byla strategicky důležitá, protože přes její území vedla tzv. Barmská cesta – jediná pevninská komunikace do napadené Číny, kterou spojenci využívali k zásobování. Britská správa zpočátku vůbec nepočítala s možným průběhem války i na barmském území a Barma měla, jako týlová země, zásobovat britské jednotky v Malajsii a Singapuru. Na samotnou válku nebyla Barma dostatečně připravena a nedisponovala adekvátním letectvem ani námořnictvem.
Barmští politici se postavili proti vstupu své země do války a každou formu barmské pomoci spojovali pouze s příslibem poválečných správních reforem, vedoucích ke statusu dominia. Mnoho radikálních stran v čele s Dou Bamou trvalo na úplné nezávislosti. Thakchinové se spojili s dalšími nacionalistickými stranami a chtěli využít válečného oslabení britského impéria k rozšíření svého protikoloniálního působení. Řada thakchinů se začala přiklánět k možnosti ozbrojeného protikoloniálního odboje a na přelomu let 1939–1940 byla založena Lidová revoluční strana. Britská správa reagovala vydáním Zákona o obraně Barmy, který měl zabránit činnostem narušujícím klid a bezpečnost v zemi. Tento zákon v praxi často sloužil k potlačování protibritských aktivit.
Protikoloniální hnutí v Barmě hledalo podporu v Japonsku, jako protivníkovi Velké Británie, navázalo s ním tajně kontakt a jednalo o případné finanční i materiální pomoci. Barmánci věřili, že jim Japonci pomohou porazit Brity a uznají barmskou nezávislost.
Roku 1940 bylo na základě Zákona o obraně Barmy mnoho politických představitelů zatčeno. Zatykač byl vydán i na Aun Schana, který se ale včas ukryl a uprchl do Japonska. V Japonsku jednal o budoucí podobě nezávislého barmského státu a pak se tajně vrátil do Barmy, kde navrhl zřízení barmské dobrovolnické armády, která měla být vycvičena v Japonsku. Poté se vrátil do Japonska, kde se shromáždilo třicet Barmánců, většinou členů Dou Bamy nebo studentů. Tato skupina třiceti dobrovolníků se označuje jako Třicet druhů.
Třicet druhů se pod japonským velením účastnilo vojenského výcviku a po začátku války v Asii byli v prosinci 1941 převezeni do Thajska. V Thajsku následně založili Armádu nezávislosti Barmy, ke které se připojily tisíce v Thajsku žijících Barmánců.
Barmu bránily oddíly koloniální barmské armády a britské, indické a čínské armádní jednotky. Koncem roku 1941 Japonci v Barmě zahájili ofenzivu, kterou spojenecké jednotky nedokázaly odrazit a začaly ustupovat. Do konce května japonská armáda spolu s oddíly Armády nezávislosti Barmy ovládla celé barmské území a spojenecké jednotky ustoupily do Indie.
Válkou byla ochromena celá země. Britové při ústupu zničili komunikace, průmyslové objekty a ropná pole. Rozpadla se administrativa a přerušilo zásobování. Barmu hromadně opouštěli Britové, Britům loajální Barmánci a statisíce Indů. Britská správa přesídlila do exilu v indickém Simle.
Přicházející vojáci Armády nezávislosti Barmy byli barmskými obyvateli vítaní jako národní osvoboditelé a jejich řady se dále rozrůstaly. Po ukončení bojových operací v Barmě v červnu 1942 japonská armáda nastolila vojenskou správu, která převzala kontrolu nad celým územím Barmy. Oddíly Armády nezávislosti Barmy byly rozpuštěny a vznikla početně menší Barmská národní armáda. V srpnu 1942 zahájila činnost barmská okupační vláda, v jejímž čele stál Bha Mo. Tato vláda měla pouze omezené pravomoci, působila jen na území vlastní Barmy a byla podřízena japonské vojenské správě a japonským ozbrojeným silám. V Barmě byla zavedena cenzura a tajná japonská policie – Kempeitai. Japonci organizovali oddíly nucené práce, které se podílely hlavně na stavbě železničních tratí. V zemi začaly působit japonské monopolní společnosti, které převzaly zbylé průmyslové podniky a doly. Spousta dělníků ze zničených britských továren přišla o práci a výrazně poklesla i produkce rýže. Japonská správa do obnovení válkou zničeného hospodářství neinvestovala a nezajistila ani dovoz potřebných surovin a výrobků. V Barmě se tak brzy projevil nedostatek základních surovin jako potraviny, léky a šaty. V zemi prudce vzrostly ceny. Celé hospodářství se začalo hroutit a životní podmínky obyvatelstva se dále zhoršovaly.

Pod příslibem vypovězení války spojencům a další spolupráce s japonskou armádou byla rozpuštěna japonská vojenská správa a Barma získala 1. srpna 1943 nezávislost. Následně byla jmenována nová barmská vláda v čele s Bha Moem. Tato nová vláda měla totalitní charakter a hlavní moc ve svých rukou soustředil Bha Mo. Japonsko si nadále ponechávalo kontrolu nad oblastmi etnických menšin, barmským hospodářstvím, zahraniční politikou a prostřednictvím poradců si Japonci udržovali vliv i v nové barmské vládě. Naopak vedení Barmské národní armády přešlo do rukou barmských velitelů.

Britské jednotky v Barmě

V důsledku zhoršující se situace, přetrvávající japonské okupace a zisku pouze formální nezávislosti zahájilo v Barmě činnost protijaponské odbojové hnutí, do kterého se nejaktivněji zapojili komunisté. V odboji se angažovali také vrcholní vládní představitelé, zejména Than Tchun a Aun Schan. I přes zatýkání a zásahy Kempeitai protijaponské odbojové hnutí nabývalo na síle a získávalo podporu obyvatelstva, zejména studentů. Představitelé odboje o zapojení jednali také s etnickými menšinami. Po vyhlášení nezávislosti se do centra protijaponského odbojového hnutí dostala Barmská národní armáda. V srpnu 1944 se spojily Komunistická strana Barmy, Lidová revoluční strana a další odbojové skupiny v jednotnou odbojovou frontu s názvem Liga proti fašismu a za svobodu lidu – zkráceně též Liga. Ligu vedli Aun Schan, Than Tchun a Sou. Vedení Ligy se rozhodlo pro spolupráci se spojenci a navázalo s nimi kontakt. Poté Liga zahájila přípravy na celonárodní protijaponské povstání. Do povstání se měly zapojit Barmská národní armáda a partyzánské oddíly Barmánců, Arakanců, Karenů a Čjinů.
Britské, americké a čínské jednotky zahájily příhraniční válečné operace v listopadu 1944. Převaha spojeneckých vojsk donutila Japonce ustupovat a tak bylo rozhodnuto vyslat na frontu také jednotky Barmské národní armády. Krátce poté, co se jednotky Barmské národní armády přesunuly na frontu, bylo dne 27. března 1945 zahájeno celonárodní protijaponské povstání. Barmská národní armáda se připojila ke spojeneckým vojskům a partyzánské jednotky po celé zemi napadaly týlové jednotky a přerušovaly japonské komunikační a dopravní spoje. Akce protijaponského odboje uspíšily průběh války a ustupující japonská armáda v Barmě kapitulovala 12. srpna 1945.

## Období boje za nezávislost (1945–1948)
Po druhé světové válce se do centra politického dění dostali hlavní představitelé protijaponského odboje a důležitou roli začala hrát i Barmská národní armáda. Liga proti fašismu a za svobodu lidu měla podporu většiny barmského obyvatelstva a stala se hlavní politickou stranou v zemi. Mezi vesnickým obyvatelstvem značně vzrostl vliv komunistů.
Poté, co zemi osvobodila spojenecká vojska, převzala správní kontrolu nad celou zemí britská vojenská správa. Vojenská správa usilovala o obnovení britského koloniálního vlivu a správního systému z předválečného období a na novou barmskou národní frontu nebrala ohled. Hlavním úkolem vojenské správy bylo obnovení pořádku, hospodářství a infrastruktury ve válkou paralyzované zemi. Větší úsilí však vedení vojenské správy věnovalo omezování vlivu Ligy, komunistů i Barmské národní armády.
V květnu 1945 londýnská vláda vydala Bílou knihu o Barmě, ve které byl popsán plán dalšího britského postupu v zemi. Dle tohoto plánu Britové zamýšleli nahradit vojenskou správu správou civilní, hodlali po dobu tří let spravovat zemi přímo a pak uspořádat volby do parlamentu a jmenovat vládu. S novou vládou pak měla Barma přejít na úplnou samosprávu v rámci Commonwealthu. Žádný závazný termín udělení úplné samosprávy ale Bílá kniha neurčovala. Území etnických menšin měl britský guvernér spravovat do té doby, dokud se obyvatelé nevysloví pro připojení k vlastní Barmě.
Vedení Ligy Bílou knihu nepřijalo a odmítalo odkládání vyhlášení nezávislosti i další setrvání v rámci Commonwealthu. Do Ligy vstupovaly další politické strany i organizace etnických menšin a Liga tak dále získávala na autoritě. I nadále ale hlavní slovo v Lize měly původní Lidová revoluční Barma a Komunistická strana Barmy. Komunistická strana Barmy vystoupila z ilegality v květnu 1945 a v jejím čele stál Than Tchun a Thein Pchei Myin. Komunisté zprvu prosazovali radikální protikoloniální politiku a až ozbrojený boj za nezávislost, ale pak se rozhodli pro spolupráci s britskou správou a legální cestu k nezávislosti. Komunisty prosazovaná mírová cesta za nezávislostí získala podporu i ostatních stran Ligy včetně Lidové revoluční strany, která se v září 1945 přejmenovala na Socialistickou stranu Barmy. Aun Schan nebyl členem žádné strany.
Vrcholní představitelé Ligy a britské vojenské správy se po japonské kapitulaci sešli, aby projednali reorganizaci Barmské národní armády, přejmenované na Vlastenecké síly Barmy. Po skončení války působily v Barmě dvě (typem) rozdílné armády – Armáda Barmy a Vlastenecké síly Barmy. Armáda Barmy vznikla z předválečné koloniální armády, za války byla znovu zformována v Indii a byla složena z Karenů, Čjinů a Kačjinů. Naopak Vlastenecké síly Barmy se skládaly z barmských partyzánských oddílů a národní armády.
Výsledkem jednání byla dohoda o sloučení obou armád, zrušení vojenské správy a ustavení nové civilní správy v čele s guvernérem a Výkonnou radou. Reorganizací vznikla smíšená armáda složená z barmánských, čjinských, kačjinských a karenských praporů v čele s Nei Winem. Vojáci Vlasteneckých sil Barmy (na které se reorganizace nevztahovala) se v listopadu 1945 sloučili v polovojenskou Organizaci lidových dobrovolníků, která vstoupila do Ligy.
Po zřízení civilní správy Liga žádala většinu křesel ve Výkonné radě, její návrh byl ale zamítnut a Výkonná rada byla obsazena představiteli z řad Britů a loajálních Barmánců. Liga následně přešla do opozice.
Zdevastované barmské hospodářství se v poválečných letech obnovovalo jen pomalu. Většina průmyslových podniků nebyla schopna provozu, těžba ropy a rud barevných kovů se takřka zastavila a počet dělníků se několikrát snížil. Snížila se i rozloha rýžových polí a produkce rýže. Ceny surovin a potravin dále rostly a v zemi se rozrůstala zločinnost. Britská civilní správa se finančně podílela na uhrazení ztrát britských společností, uznala nároky indických vlastníků půdy na navrácení dřívějších pozemků a obnovila předválečné daně a zákony. Britská neochota spolupracovat s vedením Ligy vedla k vnitřním rozporům. Na zasedání komunistické strany předložil Sou návrh, aby Komunistická strana Barmy zahájila ozbrojený odpor. Jeho návrh vedení strany odmítlo a Sou v březnu 1946 založil vlastní Komunistickou stranu Rudé vlajky, která byla britskými úřady prohlášena za nelegální. Tento vnitřní rozkol vedl k celkovému oslabení vlivu Komunistické strany Barmy uvnitř Ligy, kde měli komunisté řadu odpůrců. Nekompromisní postup britské správy proti odborovým vůdcům a represe proti barmské opozici vedly v září 1946 k propuknutí generální stávky. Generální stávka zachvátila celou zemi a přinutila Výkonnou radu k podání demise. Britský guvernér se následně rozhodl vést se zástupci Ligy jednání, jejichž výsledkem byla nová podoba Výkonné rady, ve které měli své zastoupení Liga i komunisté. Generální stávka byla odvolána v srpnu. Komunisté ukončení stávky odmítali jako předčasné a žádali okamžitou přeměnu Výkonné rady na národní vládu a svolání ústavodárného shromáždění. Následně byla Komunistická strana Barmy pro nedostatek loajality z Ligy vyloučena.
Vedení Ligy usilovalo o navázaní dialogu se zástupci etnických menšin. Většina zástupců menšin dosud váhala, zda podpořit barmské hnutí za nezávislost, či dále spolupracovat s Brity.
Zástupci Čjinů, Kačjinů, Šanů a Kajaů vyjádřili souhlas s ustavením autonomních oblastí v rámci jednotné Barmy. Se zástupci etnických menšin Monů, Arakanců a Karenů nebyl vzájemný dialog zahájen. Karenští zástupci vedli jednání s britskou vládou o vytvoření vlastního státu v rámci Commonwealthu. Londýnská vláda ale zřízení karenského dominia odmítala, aby předešla eventuální balkanizaci Barmy.
V listopadu 1946 Liga udělila vládě Velké Británie ultimátum, aby do jednoho roku proběhly volby do ústavodárného shromáždění a posléze byla Barmě udělena nezávislost. V opačném případě Liga hodlala odejít do opozice a zahájit ozbrojený boj. Londýnská vláda si byla vědoma, že by britské jednotky v Barmě nebyly schopny případné protikoloniální povstání potlačit, a tak přistoupila k jednáním s Ligou. Jednání probíhala v Londýně a v lednu byla zakončena podpisem vzájemné dohody. V této dohodě vláda Velké Británie uznala Výkonnou radu jako prozatímní vládu, souhlasila s konáním voleb do ústavodárného shromáždění a umožnila Barmě navázat diplomatické vztahy a vstoupit do OSN. Žádný závazný termín udělení nezávislosti ale tato dohoda neobsahovala.
V dubnu 1947 se konaly volby do ústavodárného shromáždění, které výrazně vyhrála Liga v čele s Aun Schanem. Na konferenci Ligy byly následně schváleny úvodní kroky a celkový charakter nové vlády, která se chystala vyvlastnit velké pozemkové vlastnictví a přidělit půdu rolníkům, kteří si ji doposud pronajímali. Aun Schan měl také v úmyslu obnovit rozhovor s komunisty o jejich opětovném přijetí do Ligy. 19. července 1947 byl Aun Schan s dalšími šesti ministry zastřelen. Tuto vraždu si objednal konzervativní barmský politik, který byl poté odsouzen a popraven. Vedení ve vládě i Lize se po smrti Aun Schana ujal U Nu.
V září byl schválen návrh nového ústavního zákona, podle kterého později vznikla nezávislá parlamentní republika Barmský svaz. Barmský svaz se skládal z vlastní Barmy, Kačjinského, Šanského a Kajaského státu a ze Zvláštní oblasti čjinské. Jednotlivé správy autonomních oblastí byly podřízeny ústřední vládě. Oblasti, které obývaly etnické menšiny Arakanců a Monů, žádnou širší správní autonomii nezískaly. Závěrečná smlouva o předání vlády do rukou barmské vládě byla podepsána v říjnu 1947 v Londýně a vláda Velké Británie vzápětí uznala svrchovanost Barmy. Barma odmítla nabízené členství v Commonweatlhu. Dle smlouvy měla Barma uhradit Velké Británii náklady spojené s poválečnou obnovou země a oba státy se také zavázaly k další vojenské a hospodářské spolupráci. Proti těmto závazkům vystoupili komunisté a přestali s Ligou jednat. Výsledná smlouva s vládou Velké Británie byla v Barmě schválena 1. ledna 1948. Barmská nezávislost byla vyhlášena 4. ledna 1948.

## Období parlamentní demokracie (1948–1962)

### Vnitropolitická situace
Krátce po vyhlášení nezávislosti se situace v zemi začala opět vyhrocovat a výrazně se zhoršily vztahy mezi stranami s největší podporou veřejnosti – Ligou proti fašismu a za svobodu lidu a Komunistickou stranou Barmy. Komunisté usilovali o přechod na socialistickou politiku a bouřili se i proti celkovému charakteru nového státu. Definitivní rozkol přišel v únoru 1948, kdy se vedení komunistické strany rozhodlo pro ozbrojený protivládní odpor a násilný způsob převzetí vlády. V březnu začali komunisté po celé zemi organizovat stávky a protivládní manifestace. Liga reagovala vydáním zatykačů na hlavní představitele strany, kteří ale byli včas varováni a uprchli. Následně vedení komunistické strany přešlo do ilegality a vyzvalo své stoupence k zahájení ozbrojeného povstání. Tím byla zahájena občanská válka, která se rychle rozšířila do mnoha oblastí po celé Barmě.
Občanská válka vyvolala rozpory i uvnitř Ligy. Představitelé jejích dvou největších stran – Socialistické strany a Organizace lidových dobrovolníků – měli na řešení občanské války rozdílné názory. Většina představitelů Organizace lidových dobrovolníků propagovala uzavření příměří s protivládními silami a zahájení dialogu. Naopak Socialistická strana i vláda trvaly na složení zbraní, kterým podmiňovaly otevření nových jednání. Tento přístup Organizace lidových dobrovolníků odmítla a v červenci 1948 se zapojila do občanské války na straně protivládních sil.
K sílícímu protivládnímu povstání se přidaly i některé vojenské a policejní oddíly barmské armády a ozbrojené organizace etnik, obývajících území vlastní Barmy – Monů a Arakanců, které usilovaly o vznik vlastních států. V úvodních měsících občanské války povstalci obsadili velkou část vesnických oblastí Barmy i řadu menších měst. Během podzimu 1948 do občanské války vstoupili také Karenové, kteří předtím s vládou neúspěšně jednali o vzniku Karenského státu. Ke karenským povstaleckým jednotkám se připojili také karenští vojáci, kteří tvořili polovinu celé barmské armády. Oddíly karenských povstalců následně ovládly rozsáhlá území ve východní Barmě.
Povstalecké síly, složené z několika politických hnutí a etnických menšin, sledovaly v občanské válce rozdílné cíle a v protivládním boji se trvale nespojily. Lépe vyzbrojené barmské armádě se tak záhy podařilo zastavit postup povstaleckých vojsk a přejít do ofenzívy. Barmská armáda, složená z loajálních Barmánců, Čjinů a Kačjinů, postupně dokázala znovu dobýt většinu území vlastní Barmy a potlačit vliv povstalců. Na počátku padesátých let se tak situace v zemi poměrně uklidnila, přestože v řadě venkovských oblastí byla vládní autorita poměrně slabá a v okrajových regionech kontrolovaných povstalci protivládní odpor neustal.
Vláda tak i nadále mohla fungovat jen s podporou armády, která některé odbojné oblasti sama spravovala. Občanská válka si za období nejprudších bojů vybrala desetitisíce obětí a způsobila obrovské škody na barmském hospodářství.
I v podmínkách občanské války se u vlády udržela Liga proti fašismu a za svobodu lidu v čele s U Nuem, Ťjo Ňeimem a Ba Schweiem. Hlavní stranou v Lize i vládě byla Socialistická strana, která měla zásadní vliv v armádě i odborových organizacích. Politika Ligy se v mnoha ohledech řídila marxistickými tezemi, ale odmítala třídní boj a násilnou cestu k vytyčenému cíli barmské společnosti – socialismu. Program vlády v sobě propojoval principy buddhismu a marxismu. Vláda se pokoušela využít obrovské autority buddhismu a získat tak podporu širokých vrstev věřícího obyvatelstva. Zvyšovala proto své výdaje na náboženské účely a prezentovala se jako veřejný ochránce buddhismu. V parlamentních volbách, které se konaly roku 1951, Liga zvítězila. Legální opozice vystupovala nejednotně a nedokázala si zajistit širší podporu obyvatel.
V průběhu padesátých let se prudce zhoršily vztahy mezi vládou a menšinovými etniky, obývajícími autonomní oblasti. Důvodem byly prohlubující se rozdíly v hospodářské a sociální vyspělosti mezi vlastní Barmou a autonomními oblastmi. Barmská vláda prosazovala centralistický státní charakter. Představitelé Kačjinů, Šanů i Kajaů se chtěli vyvarovat postupné barmanizaci a s ní spjatého úpadku své tradiční kultury a jazyka a vstoupili do odeznívající občanské války.
V polovině padesátých let většina komunistů zavrhla koncepci ozbrojeného převzetí vlády. Vedení Komunistické strany Barmy bylo ochotno zahájit s Ligou dialog o ukončení občanské války podmíněný opětovnou legalizací komunistické strany a propuštěním politických vězňů. Vláda ale na jednání nepřistoupila. Roku 1958 vyhlásila amnestii pro povstalce, které využilo mnoho členů Organizace lidových dobrovolníků, řada členů ozbrojených organizací Monů a Arakanců i komunistů. Po této amnestii byly protivládní síly značně oslabeny, ale občanská válka neskončila. I nadále pokračovaly ozbrojené střety hlavně mezi vládními jednotkami a karenskými povstalci. V březnu 1956 se legální opoziční strany sjednotily ve Frontu národní jednoty. V dubnu se konaly parlamentní volby, ve kterých zvítězila Liga.
Krátce po parlamentních volbách Ligu zachvátily spory a začaly se vytvářet dva hlavní názorové proudy. Kolem Ba Schweie a U Ťjo Ňeima se soustředil první názorový tábor, který odmítal další rozhovory s povstalci a prosazoval rozšíření spolupráce se západními státy. Druhý názorový tábor vznikl kolem U Nua. U Nu se dalším jednáním s povstalci nebránil a trval na zachování striktně neutrální zahraniční politiky. Rozkol rozvrátil celou Ligu proti fašismu a za svobodu lidu, která se rozštěpila na Čistou a Stabilní Ligu. Ve vedení vlády se udržela U Nuova Čistá Liga. Tento rozkol nejsilnější strany způsobil destabilizaci vlády a U Nu byl nucen vyhlásit nové parlamentní volby. Do celé situace se vložilo i velení armády, které mělo názorově blíže ke Stabilní Lize.
Velení armády se stavělo proti spolupráci mezi Čistou Ligou a Frontou národní jednoty i proti U Nuově ochotě jednat s protivládními silami. Armádní velení se obávalo, že se do vlády dostanou levicové síly napojené na komunisty či povstalce. Napětí mezi armádním velením a představiteli Čisté Ligy se dále stupňovalo, až se situace v září 1958 vyhrotila. Armádní jednotky obsadily strategická místa v Rangúnu a U Nu tak neměl jinou možnost, než začít s armádou jednat. Následně po jednáních oznámil, že z vlastní vůle předá správu země do rukou úřednické vlády pod vedením generála Nei Wina. Cílem této vlády mělo být obnovení pořádku v zemi a zajištění podmínek pro konání nových parlamentních voleb. Ačkoliv regulérnost Nei Winovi úřednické vlády potvrdil vzápětí také parlament, opozice tento krok armády odsoudila jako protizákonný.
Od října 1958 tak Barmu oficiálně spravovala úřednická vláda. Hlavní slovo v zemi ale měla Rada generálního štábu barmské armády a vojáci pronikali i do státní správy a na ministerstva. Pod armádní správou se Barma nadále držela neutrální zahraniční politiky.
Hlavním cílem armádního štábu byl definitivní konec občanské války. Armáda odmítla s povstalci jednat a naopak se rozhodla zahájit intenzivnější bojové operace. Na válečné účely bylo vyčleněno až 60 % státního rozpočtu. Nekompromisní armádní operace podstatně snížily počet povstalců a armáda také dobyla část území, dříve kontrolovaných povstalci.
Nejtěžší úder utrpěli zejména komunisté. I přesto se armádě nepodařilo protivládní síly zcela porazit a zejména etnické menšiny v občanské válce dále pokračovaly.
Armáda zastavila plánované hospodářství a omezila investice do státního sektoru. Naopak se začaly prosazovat soukromé armádní podniky a v podnikání se začali angažovat také mnozí vojáci. Celkově se v zemi pod armádní správou zlepšila bezpečnost, poklesla kriminalita a omezila se i míra korupce.
Armádní restrikce zasáhly strany legální opoziční levice a jejich vedoucí představitelé byli zatčeni a internováni. Armáda zavedla širokou cenzuru všech levicových a kritických článků.
Připravované parlamentní volby se konaly v dubnu 1960. Čistá Liga, která se nově přejmenovala na Svazovou stranu, dokázala v předvolební kampani využít nesouhlasu obyvatel Barmy s mnohými armádními kroky a ve svém volebním programu si předsevzala ustavení buddhismu jako státního náboženství a vytvoření dvou nových svazových států – Arakanského a Monského. Stabilní Liga ztratila (kvůli spolupráci s armádou) důvěru veřejnosti. Fronta národní jednoty byla postižena sankcemi armády i vnitřními spory a část z jejích vůdců byla stále ve vězení. V dubnových volbách jednoznačně zvítězila Svazová strana.
U Nuova nová vláda začala připravovat nový dlouhodobý hospodářský plán. Napjatá situace v zemi se po parlamentních volbách výrazně nezlepšila. Vláda vyhlásila buddhismus státním náboženstvím, čímž si naklonila barmské duchovní kruhy. Na druhou stranu tento krok vyvolal ostrou kritiku ze strany etnických a náboženských menšin. Do popředí se znovu dostal požadavek etnických menšin na širší míru samosprávy a nové federativní uspořádání Barmského svazu. Všechna jednání mezi vládou a představiteli etnických menšin ale výsledek nepřinesla a situace v zemi se tak opět vyhrotila. V té době se také začal projevovat pokles autority a ztráta jednotnosti samotné Svazové strany. V noci z 1. na 2. března 1962 zasáhla armáda a obsadila Rangún. Nejvyšší představitelé státu, poslanci i vůdci etnických menšin byli zatčeni.

### Hospodářská situace
Po vyhlášení nezávislosti Liga proti fašismu a za svobodu lidu zahájila rozsáhlé hospodářské reformy, které ale začátek občanské války zpomalil či úplně zastavil. Vláda tak mohla v těchto reformách pokračovat až poté, co barmská armáda opět získala kontrolu nad většinou země. Úvodním záměrem Ligy bylo znárodnění britských podniků z koloniálních dob, ale vyplácení odškodného pro vládní rozpočet představovalo příliš velkou zátěž. Vláda tedy od znárodňování odstoupila a nadále se soustředila na zřízení státního sektoru a podporu svobodného trhu. Vláda opustila marxistickou hospodářskou linii a začala podporovat také soukromé podnikání. Byly zakládány státní podniky, družstva i podniky smíšené s kapitálem státním i soukromým. Hlavním cílem Ligy bylo zapojit do podnikání místní obyvatelstvo. Stát začal poskytovat barmských podnikatelům podporu v podobě výhodných půjček, daňových úlev a zlevněných pozemků. Barmské společnosti obdržely přednostní licence na vývoz a dovoz zboží a naopak na zboží do Barmy importované byla uvalena cla.
V zemědělství vláda přistoupila k znárodňování půdy, kterou následně přerozdělovala mezi nemajetné rolníky. Vláda však byla brzy donucena další vyvlastňování půdy zastavit, protože neměla dostatek financí na vyplácení odškodného velkovlastníkům půdy. Na počátku padesátých let vláda přistoupila k dlouhodobému plánu hospodářského rozvoje, který počítal s vysokými státními investicemi, ale pro nedostatek prostředků nakonec nebyl realizován. Státu se nedostávalo potřebných financí a musel své investice do hospodářství postupně omezit a více se zaměřit na investice ze zahraničí.

### Zahraniční vztahy
V zahraniční politice vláda vystupovala neutrálně, navazovala pouze nezávazné přátelské diplomatické vztahy a i při jednání na půdě OSN byla velmi zdrženlivá. Odmítala členství v nabízených vojenských paktech a sdruženích. Dříve intenzivní hospodářské vazby na Velkou Británií a ostatní země Commonwealthu se (většinou) výrazně omezily. Naopak postupně v Barmě rostla výše kapitálu a investic z USA a po uhrazení válečných reparací se intenzivně začal rozvíjet také obchod a spolupráce s Japonskem. V období padesátých a šedesátých let byli největšími obchodními partnery Barmy Spojené státy americké, Japonsko a Spolková republika Německo. Vzájemně dobré vztahy si Barma udržela s Indií, která zastávala podobnou zahraniční politiku. Naopak vztahy s Pákistánem byly ovlivněny četnými spory a i historicky špatné vztahy s Thajskem se zlepšovaly jen velmi pomalu. V padesátých letech Barma navázala diplomatické i obchodní vztahy s Čínou a ostatními socialistickými zeměmi a uzavřela s nimi dlouhodobé hospodářské smlouvy o odběru rýže.

## Období vlády Revoluční rady (1962–1974)

### Vnitropolitická situace
Vojenský převrat proběhl rychle a nevyvolal rozsáhlejší protesty ze strany obyvatelstva.
Po vojenském převratu se vlády v Barmě ujala Revoluční rada, složená z armádních velitelů. Revoluční rada zrušila platnost ústavy, rozpustila svazový parlament i vládu a nejvyšší zákonodárnou i výkonnou moc převzala do svých rukou. Byl zrušen úřad premiéra i prezidenta a do čela země se postavil předseda Revoluční rady Nei Win. Oficiálně zemi spravovala rada ministrů, ve které měli většinové zastoupení členové Revoluční rady. Revoluční správa zrušila systém federativních svazových států a pozměnila i celý aparát státní správy. Státní správu zajišťovaly bezpečnostní a správní rady, ve kterých zasedali také vojáci.
Svůj politický program Revoluční rada uvedla v obecně formulované deklaraci Barmská cesta k socialismu. Politický program Rady byl pojat značně eklekticky a prolínal v sobě prvky reformního marxismu i tradičního buddhismu.
V celé zemi byla zavedena cenzura. Zpočátku měla Revoluční rada zájem o spolupráci s legální politickou opozicí a jednala se zástupci Stabilní Ligy, Svazové strany i Fronty národní jednoty. Opoziční strany ale nabízenou spolupráci odmítly a Revoluční rada tak v dubnu 1962 založila vlastní Stranu barmského socialistického programu.
Revoluční rada se pokusila ukončit občanskou válku dohodou s protivládními silami a začala s představiteli ozbrojených organizací etnických menšin i s komunisty jednat. Rozhovory byly zahájeny v dubnu 1963, ale nepřinesly žádný výsledek a občanská válka tak byla opět obnovena. Komunistická strana Barmy zahájila s podporou čínských komunistů nové bojové operace, ale utrpěla těžké ztráty a byla donucena začít ustupovat k severovýchodním hranicím Barmy, kde v protivládním odporu pokračovala. Zhoršily se i vztahy mezi Revoluční radou a legální polickou opozicí, která vojenský režim otevřeně kritizovala. Ke kritice Revoluční rady se přidávali také mnozí studenti univerzit. Revoluční rada reagovala rozsáhlým zatýkáním studentů, opozičních politiků, novinářů i spisovatelů. V březnu 1964 byla zakázána činnost všech politických stran a jedinou povolenou politickou silou se stala Strana barmského socialistického programu. Změnil se i vztah mezi sanghou a vedením státu. Revoluční rada se zasadila o omezení tradičního vlivu buddhistických autorit a zrušila zákon ustavující buddhismus státním náboženstvím.
Revoluční rada zvýšila státní investice na rozvoj území etnických menšin, ale zároveň s tím také posilovala nad těmito oblastmi svou kontrolu a upevňovala tak centralizovanou státní správu. Od září 1971 zasedala vládní komise, která měla za úkol připravit návrh nového ústavního zákona. Výsledný ústavní návrh byl schválen většinou hlasů v lidovém referendu v prosinci 1973. Roku 1972 došlo ke změnám ve vládním kabinetu. Několik armádních velitelů ukončilo svou aktivní službu v armádě a vstoupilo do nově ustavené vlády, ve které zasedalo také několik civilistů. Premiérem této vlády se stal Nei Win. Soudní moc v zemi představovaly od roku 1972 nově zřízené lidové soudy, v nichž působili také soudci z lidu.

### Hospodářská situace
Revoluční rada zastavila zahraniční investice v Barmě a zahájila celoplošné znárodňování zahraničních společností. Do vlastnictví státu tak přešel ropný průmysl, energetika, těžba kovových rud a dřeva, bankovnictví a export barmských surovin. Po znárodnění zahraničního kapitálu následovalo vyvlastňování majetku středních a velkých domácích podnikatelů. Stát tak nakonec vlastnil většinu průmyslové produkce a obchodu. V soukromém vlastnictví zůstala pouze malovýroba, ve které byla zaměstnána většina barmských dělníků. Revoluční rada určovala výši cen i výrobních nákladů a vyhradila si monopol na export rýže.
Revoluční rada také zřídila řadu zemědělských družstev, ale o plošnou kolektivizaci venkova neusilovala. Státní investice do mechanizace a modernizace zemědělství neměly velký úspěch a nadále převažovala drobná soukromá hospodářství obdělávaná tradičním způsobem. Bylo zrušeno vybírání pachtovného. V druhé polovině šedesátých let Revoluční rada připravila dlouhodobý hospodářský plán, který ale nedokázala splnit.
Revoluční rada sledovala vyvlastňováním zejména posílení ekonomické soběstačnosti země a odstranění její závislosti na zahraničních investicích. Hospodářské poměry v zemi se však začaly zhoršovat, klesala životní úroveň obyvatelstva a v zemi se zvyšovaly ceny zboží. Znárodněním zahraničního kapitálu se zpřetrhaly letité vazby mezi barmským a světovým hospodářstvím. Znatelně poklesl objem vyváženého a posléze i dováženého zboží. Neuvážená nařízení a opatření Revoluční rady zbytečně bránila rozvoji hospodářství a omezovala iniciativu domácího obyvatelstva. Do vedení podniků byli dosazeni vojenští důstojníci, kterým chyběly potřebné zkušenosti a zestátněné podniky tak nedosahovaly takových výsledků a výrobních kapacit jako před znárodněním. Průmyslová výroba klesala a řada továren tak byla uzavřena a donucena propouštět, čímž se zvyšovala nezaměstnanost. Revoluční radě se nepodařilo vyřešit ani problém drobných rolníků, kteří vlastnili nedostatečné množství půdy. Narůstaly výdaje na státní správu i armádu.
Na druhou stranu Revoluční rada podporovala rozvoj školství a zdravotnictví. Za její vlády se v Barmě prodloužila průměrná délka života, snížila kojenecká úmrtnost a vzrostla gramotnost. Revoluční rada také usilovala o zlepšení podmínek zaměstnanců a zavedla pevnou pracovní dobu, placenou dovolenou a minimální mzdu.

### Zahraniční vztahy
V zahraniční politice pokračovala Revoluční rada v kurzu pozitivní neutrality. Ve snaze omezit šíření zahraničního kulturního vlivu, pozastavila činnost amerických a evropských misijních a nadačních organizací i tiskových agentur. Nicméně hospodářské a obchodní styky se Spojenými státy, státy západní Evropy i socialistickými zeměmi se dále rozšiřovaly. V první polovině sedmdesátých let se hlavním obchodním partnerem Barmy stalo Japonsko.
V důsledku války ve Vietnamu a dalších konfliktů v Asii nechtěla Revoluční rada poskytnout cizí velmoci záminku k intervenci a v zahraniční politice Barmy tak převážila pasivita a sklon k izolaci.

## Období nové ústavy (1974–1988)

### Vnitropolitická situace
Nová ústava nabyla platnosti 4. ledna 1974. Dle této ústavy byla země nově přejmenována na Socialistickou republiku Barmský svaz. Ústava potvrdila existenci jen jediné politické strany v zemi – vládní Strany barmského socialistického programu. Území Barmy bylo administrativně rozděleno do čtrnácti správních celků – sedmi oblastí a sedmi států. Území vlastní Barmy bylo rozčleněno na sedm oblastí a na území hlavních etnických menšin vzniklo sedm států (Kačjinský, Šanský, Karenský, Čjinský, Kajaský, Rakhinský a Monský).
V oblastech i státech byl zaveden obdobný správní aparát plně podřízený vládě Barmského svazu. V přímých a tajných volbách jednou za čtyři roky se volilo jednokomorové Lidové shromáždění, které představovalo nejvyšší zákonodárnou moc v zemi. Lidové shromáždění pak z řad svých poslanců volilo Státní radu a Radu ministrů. V době, kdy se nekonalo zasedání Lidového shromáždění, přebírala zákonodárnou moc Státní rada, v jejímž čele stál prezident s výhradně reprezentační funkcí. Nejvyšší výkonnou moc v zemi pak zastupovala Rada ministrů. Samotné správní celky spravovaly přímo lidové rady. Ústava nově garantovala rovné, tajné a pasivní volební právo pro všechny občany starší 18 let. Výjimku tvořili členové náboženských řádů, kteří volební právo nedostali.
V únoru 1974 se konaly první volby do Lidového shromáždění a správních orgánů. Po těchto volbách Revoluční rada svou činnost ukončila a část jejích členů přešla na vedoucí pozice v novém státním aparátu. Prezidentem Barmy se stal Nei Win.
Výsledky referenda i následujících voleb byly sporné. Volby byly provázeny restrikcemi, zastrašováním obyvatel i úpravou odevzdaných volebních hlasů. Do Lidového shromáždění pak mohli být zvoleni pouze kandidáti Strany barmského socialistického programu. Nicméně prostřednictvím voleb se vláda v zemi dostala do rukou nově „zvolených“ zástupců. Snížil se počet osob, které zastávaly místa ve státní správě a zároveň aktivně sloužily v armádě, ale úzké armádní velení svůj vliv neztratilo. I po volbách zůstali v čele státu představitelé s vojenskou minulostí, kteří se opírali o moc armády. Vysocí armádní činitelé také dále řídili ministerstva, státní hospodářské podniky i jednotlivé správní celky. Případné změny na vedoucích místech byly předem plánované a docházelo ke střídání či rotaci funkcí. V listopadu 1981 se Nei Win vzdal úřadu prezidenta, ale nadále zastával místo předsedy výboru vládní strany. Ve funkci prezidenta jej nahradil San Ju.
Jakékoliv rozpory ve vedení státu kryla důsledná cenzura a vláda tak působila velmi stabilně.
Narůstal i počet členů vládní strany. Členství se stalo nezbytným pro práci ve státní správě i úspěšnou kariéru. Výrazně se zvyšoval také počet vojáků barmské armády.
Nová ústava zaručovala svobodu náboženského vyznání. Vláda vystupovala s otevřenou podporou buddhismu, jakožto tradičního prvku barmské společnosti. Jejím cílem bylo vzájemné sblížení a upevnění státní kontroly nad sanghou i odbojnými mnichy.
Roku 1982 došlo k úpravě občanských práv. Plnoprávnými občany zůstaly etničtí Barmánci a příslušníci „původních“ etnických menšin. Indové a Číňané byli nově zařazeni do kategorie asociovaných či naturalizovaných obyvatel.
Pro etnické menšiny znamenala ústava z roku 1974 upevnění barmské vlády a odstranění zbytků samosprávy. Ozbrojené organizace etnických menšin tak v pohraničních oblastech pokračovaly v protivládním odporu. Území, která měly pod kontrolou, fakticky spravovaly a provozovaly vlastní školy, nemocnice, úřady či celnice. V pohraničních oblastech se také výrazně rozvíjela výroba a pašování narkotik. Protivládní organizace nepodnikaly proti armádě rozsáhlejší bojové operace a stáhly se do defenzívy. Barmská armáda postupovala s taktikou odříznout protivládní organizace od přísunu potravin, financí, informací i lidských zdrojů. Obyvatelé vesnic byli vyháněni a lidé podezřelí ze spolupráce s protivládními silami byli mučeni či vražděni. Nejtěžší armádní údery byly vedeny proti Karenské národně osvobozenecké armádě, která ovládala rozsáhlé oblasti při hranicích s Thajskem a zprostředkovávala tak zboží pro černý trh. V občanské válce pokračovali také komunisté, kteří vedli bojové operace proti barmské armádě v severovýchodních oblastech na hranicích s Čínou.
I ve vlastní Barmě narůstala nespokojenost. Lidé se bouřili proti všeobecnému nedostatku potravin, vysokým cenám a rostoucí nezaměstnanosti. Silné protesty zachvátily zemi roku 1974, kdy do ulic vyšli dělníci a studenti. Při zásazích policie byly usmrceny desítky osob a tisíce dalších zatčeny. Rangúnská univerzita byla uzavřena a stovky studentů byly odsouzeny k dlouholetému vězení.
Vláda si zhoršující se situaci v zemi zčásti uvědomovala. V září 1987 provedla několik opatření k nápravě situace, jako uvolnění obchodu se zemědělskými plodinami. Krátce poté ale bez náhrady zrušila platnost několika druhů bankovek. Tento krok těžce zasáhl většinu obyvatel a de facto znemožnil jakékoliv soukromé podnikání. OSN v prosinci 1987 přiznala Barmě status Nejméně rozvinuté země, což umožnilo snížení či prominutí zahraničních dluhů země.
Všeobecná nespokojenost obyvatel s vládním režimem a jeho politikou vyvrcholila roku 1988. Hlavní sílu protivládních protestů a demonstrací tvořili univerzitní studenti.
Koncem června na mimořádném sjezdu vládní strany Nei Win i San Ju na své funkce rezignovali. V úřadu prezidenta i předsedy vládní strany je 27. července vystřídal Sein Lwin. Jeho jmenování ale vyvolalo jen další vlnu protestů studentů, ke kterým se přidávali buddhističtí mniši a další obyvatelé města. Protivládní odpor vyvrcholil 8. srpna při Povstání 8888, kdy v Rangúnu vypukla stávka dělníků, která se rychle rozšířila po celé Barmě. Během následujícího týdne se do sílících protivládních demonstrací zapojila většina obyvatel země, včetně státních zaměstnanců a členů předešlých vlád. Protivládní demonstrace ale nezískaly aktivní podporu etnických menšin, které opoziční hnutí považovaly za záležitost Barmánců. Do Rangúnu byly povolány vojenské posily. Zásahy policejních a vojenských jednotek si vyžádaly stovky obětí a další tisíce demonstrujících byly při střetech s zraněny či zatčeny. Sein Lwin rezignoval 12. srpna. Do čele státu byl 19. srpna jmenován Maun Maun, který přislíbil provedení požadovaných reforem. Ani poté opoziční hnutí ve své činnosti nepřestalo a vystoupilo s konkrétními požadavky na vytvoření prozatímní vlády a uspořádání všeobecných voleb. S urychleným konáním voleb souhlasila i vláda. Na vytvoření společné prozatímní vlády se ale hlavní představitelé opozičního hnutí U Nu, Aun Ďi, Tin U a Aun Schan Su Ťij nedokázali dohodnout. Nečekaný obrat nastal 18. září, kdy proběhl vojenský převrat a vlády se ujal vrchní velitel ozbrojených sil a ministr obrany So Maun.

### Hospodářská situace
Ještě před koncem své vlády schválila Revoluční rada dvacetiletý hospodářský plán, rozvržený do čtyř pětiletých celků. Cílem plánu bylo pozvednout životní úroveň obyvatelstva, zvýšit výkonnost ekonomiky, navýšit objem vývozu i dovozu a posílit roli státu i družstev v národním hospodářství. Realizace tohoto plánu ale vyžadovala výrazné navýšení státních investic, a tak vláda musela opustit dosavadní politiku hospodářské soběstačnosti a požádat Světovou banku a bohaté státy o finanční pomoc. Světová banka podmínila jakoukoliv formu pomoci liberalizací barmského hospodářství. Lidové shromáždění odsouhlasilo v září 1977 zákon, umožňující soukromě podnikat i v oblastech dříve plně kontrolovaných státem.
Vláda také potvrdila záruky bránící znárodnění a povolila částečnou účast zahraničního kapitálu. Díky zahraniční finanční pomoci vláda zvýšila své výdaje na hospodářství, které v první polovině osmdesátých let přinesly razantní růst HDP. Zvyšovala se těžba týkového dřeva, kovových rud i ropy. Byly rozšiřovány plochy půdy osévané výnosnějšími odrůdami rýže, čímž se značně zvyšovala velikost úrody.
Rozvoj ekonomiky se ale záhy opět zpomalil a od poloviny osmdesátých let se hospodářská situace v Barmě začala výrazně zhoršovat. Úpadek částečně souvisel s hospodářskou krizí, v jejímž důsledku poklesly ceny i celkový odbyt vyvážených barmských surovin. Zatímco ve světě cena barmského exportu klesala, cena importovaného zboží rostla, čímž se prohluboval deficit v zahraničním obchodě. Vládě působilo problém splácení státních dluhů, které dále narůstaly o úroky, a zahraniční zadluženost Barmy tak narůstala. V zemi prudce vzrostla inflace a ceny spotřebního zboží. Rostoucí míru inflace se vláda rozhodla řešit vyřazením řady bankovek vyšší hodnoty, což závažně postihlo většinu obyvatel. Rozrůstala se korupce státních úřadů. Ani liberalizace barmského hospodářství nepřinesla výrazné zlepšení domácího hospodářství. Soukromé podnikání se rozvíjelo hlavně v rámci černého trhu, který se rozrostl do obrovských rozměrů. V zemi souběžně fungovala stínová ekonomika, do které byly zapojeny také zkorumpované státní složky a protivládní organizace. Černý trh byl z většiny zásobován pašovaným zbožím z Thajska a zároveň prostřednictvím černého trhu probíhal nelegální vývoz rýže, týkového dřeva, drahokamů a drog. Uvádí se, že objem ilegálního obchodu se téměř vyrovnal státnímu zahraničnímu obchodu. Vláda se začala opět přiklánět ke koncepci hospodářské soběstačnosti, ale pro nedostatek vlastních zdrojů musela požádat o další úvěry. Situace v zemi se zhoršila natolik, že se Barma, dle kritérií OSN, zařadila mezi deset nejchudších zemí světa.

### Zahraniční vztahy
Koncepce neutrální zahraniční politiky byla zahrnuta i v nové ústavě. Barmská vláda pokračovala v navazování a rozvíjení diplomatických a obchodních vztahů se státy jihovýchodní Asie. Výrazněji se rozvíjely hospodářské vztahy s vyspělými západními státy. Obchodní styky se socialistickými státy spíše stagnovaly. Nabízené členství v ASEAN barmská vláda odmítala, nicméně s členy této organizace spolupracovala. Barma vystoupila z Hnutí nezúčastněných zemí na protest proti tomu, že se hnutí odchýlilo od svého programového prohlášení.

## Období nové junty (1988–2010)
Vojenským převratem se v Barmě dostala k vládě junta, která se 18. září 1988 ustavila jako Státní rada pro obnovení zákonnosti a pořádku. Bezprostředně po převzetí moci junta zrušila platnost ústavy a obnovila cenzuru. V zemi byl vyhlášen výjimečný stav, uzavřeny školy a veškerá veřejná zařízení. Místa ve státní správě i v orgánech správních celků byla hromadně obsazována příslušníky armády. 20. září junta ze svých členů sestavila novou vládu. Předseda junty So Maun se stal novým premiérem země.
Junta odstoupila od socialistické politiky, opustila program Barmské cesty k socialismu a název státu změnila zpět na Barmský svaz. Proklamovanými cíli junty bylo znovuobnovení pořádku v zemi a uspořádání voleb do nového Lidového shromáždění. Byl zrušen systém jediné vládní strany a povoleno zakládat strany nové. V červnu 1989 Junta změnila oficiální název státu na Myanmarský svaz. Myanmar je česká transkripce jména země v barmštině. Nicméně s touto změnou opozice nesouhlasila a dále prosazovala používání názvu Barma. Sestavení prozatímní civilní vlády ale junta odmítala. Část ze stoupenců opozičního hnutí ale slibům junty o přechodu k demokracii neuvěřila. Hlavně studenti se přidávali k protivládním organizacím Monů, Karenů, Šanů a komunistů či odcházeli do zahraniční. Vyostřil se také spor mezi sanghou a juntou, která odsoudila několik buddhistických mnichů za účast v opozičním hnutí a sanghu obviňovala z poskytování úkrytu pro členy opozice.
Podle nového volebního zákona nesměli v nadcházejících volbách kandidovat státní zaměstnanci (ani představitelé armády), členové náboženských řádů a osoby spjaté s ilegálními organizacemi. Představitelé opozice Aun Ďi, Tin U a Aun Schan Su Ťij založili v září 1988 Národní ligu pro demokracii, která se brzy stala hlavní opoziční stranou v zemi.
Obrovskou podporu veřejnosti získala především Aun Schan Su Ťij, která byla zastánkyní nenásilné opoziční politiky po vzoru Mahátma Gándhího. Aun Schan Su Ťij se neúspěšně pokoušela navázat s juntou dialog. Junta se naopak rostoucí popularity opoziční vůdkyně obávala a pokoušela se její předvolební kampaň zastavit. Vojáci často narušovali její projevy a bránili lidem v účasti na shromážděních, kde měla Aun Schan Su Ťij vystoupit. Odpor junty v červenci 1989 vyústil v internaci Aun Schan Su Ťij a zákaz její účasti ve volbách. Další z představitelů Národní ligy pro demokracii Tin U byl uvězněn a odsouzen na dobu tří let.
Samotné volby se konaly 27. května 1990 a proběhly bez vnějšího zasahování junty. Jednoznačným vítězem voleb se stala Národní liga pro demokracii, která ve volbách získala 60% veškerých hlasů a zajistila si tak výraznou většinu křesel v Lidovém shromáždění. Reakce junty byla překvapivá – junta volební výsledky neuznala a po volbách odmítla předat vládu vítězné politické straně. Zástupci junty prohlásili, že ve volbách bylo zvoleno pouze Ústavodárné shromáždění, které má připravit návrh nové ústavy. Bezprostředně po volbách následovalo obnovení omezení a opatření junty. Na stížnosti a výzvy opozice nebrala junta ohled. Při policejním zásahu proti demonstraci v Mandalaji 8. srpna 1990 zahynuli čtyři lidé, z toho dva buddhističtí mniši.
Tento incident vyvolal rozsáhlý odpor představitelů místní sanghy. Jejich odpor posléze přešel v otevřený bojkot armády, který se rychle rozšířil i do ostatních částí země. Sangha přestala pro vojenské jednotky vykonávat rituály či přijímat jejich dary. Řád trval na bezpodmínečné omluvě junty a propuštění uvězněných mnichů. Junta reagovala persekucemi a vlnou razií. Vojáci obklíčili kláštery a zadrželi řadu mnichů, obviněných z protivládních aktivit. Vlivem těchto razantních kroků odpor sanghy postupně ustal.
Na počátku devadesátých let se v důsledku restrikcí a systematického potlačování svobod výrazně omezila i činnost Národní ligy pro demokracii. I přes protesty ze zahraniční byla Aun Schan Su Ťij stále držena v domácím vězení. Roku 1991 získala Nobelovu cenu míru. Na hranicích s Thajskem založila Národní liga pro demokracii vlastní Národní koaliční vládu Barmského svazu, jako sice legitimní, ale bezmocnou protiváhu junty.
V dubnu 1992 se So Maun vzdal svého úřadu a ve funkci premiéra jej vystřídal Than Šwei. Četné spekulace ale uvádějí, že politický vývoj v zemi stále zpovzdálí organizoval Nei Win. S nástupem Than Šweie došlo k uvolnění některých opatření. Během roku 1992 bylo zrušeno stanné právo, propuštěny stovky politických vězňů a znovuotevřeny vysoké školy. Than Šwei se rozhodl svolat Národní shromáždění, které mělo vypracovat návrh nového ústavního zákona. Z členů Národního shromáždění, jmenovaných v červenci 1992, představovali kandidáti zvolení v předešlých volbách pouze menšinovou část. Poprvé Shromáždění zasedalo v lednu 1993 v Rangúnu. Brzy se však ukázalo, že junta odmítá s opozicí o podobě nové ústavy jednat. Národní liga pro demokracii se proti tomuto postupu v listopadu 1995 ohradila, ale bez výsledku. Zástupci strany tedy přestali na zasedání Shromáždění docházet a po pár dnech byli vyloučeni. Národní shromáždění přerušilo svou činnost v červnu 1996 a opět se sešlo až v srpnu 2003.
Významného pokroku dosáhla junta v občanské válce. Během let 1989–1997 uzavřela příměří s převážnou většinou ozbrojených protivládních organizací, které ovládaly téměř 60% země. Jeden z důvodů pro náhlé uzavření příměří představoval rozpad Komunistické strany v dubnu 1989. Zároveň také byli povstalci vleklým konfliktem vyčerpáni a ztráceli i podporu ze zahraničí. Klíčovým momentem bylo podepsání dohody o příměří s armádou Kačjinů v říjnu 1993. Tato dohoda otevřela cestu k uzavření dalších příměří s organizacemi Kajaů a Monů. Junta vedla také neúspěšná jednání s ozbrojenými organizacemi Karenů, které dosud stále nepřestaly v protivládním boji. V současné době čelí rostoucímu náporu barmské armády a spousta Karenů již kvůli bojům opustila své domovy. Počet Karenů, kteří uprchli přes hranice do Thajska, je odhadován na stovky tisíc. Tito Karenové dnes žijí v thajských uprchlických táborech nebo i ilegálně mimo ně. V souvislosti s postupem junty proti Karenům se někdy hovoří o etnické čistce.
Dohody o příměří umožňovaly povstalcům dále spravovat svá území a ponechat si zbraně. Junta se naopak zavázala přispívat na rozvoj těchto území. Dohody o příměří také výrazně přispěly ke stabilizaci vnitropolitické situace, ale neodstranily příčiny, které etnické menšiny vedly ke vstupu do občanské války – požadavek na federativní uspořádání Barmy a ochranu před postupnou barmanizací. Vojenský režim upevňuje a dále posiluje vojenskou přítomnost na území etnických menšin.
V lednu 1996 se juntě vzdal i Kchun Sa, „opiový magnát“ a velitel celé armády, která v pohraničních oblastech Šanského státu vyráběla a pašovala heroin. Kchun Sa byl údajně internován v Rangúnu, ale junta jej posléze odmítla vydat do USA. Neoficiální informace poukazují na možné spojení armádních složek s obchodem s narkotiky.
V září 1993 junta založila Sdružení rozvoje a solidarity Svazu. Jedná se o sociální a nepolitickou organizaci, ale samo členství se stalo podmínkou k zaměstnání ve státní správě. Sdružení pořádá akce na podporu junty a veřejně kritizuje Národní ligu pro demokracii a její představitele.
Roku 1994 Aun Schan Su Ťij v domácím vězení dvakrát navštívili představitelé junty, ale vzájemné rozhovory patrně konkrétní výsledky nepřinesly. Aun Schan Su Ťij byla z domácího vězení propuštěna v červenci 1995. Není přesně známo, co juntu k propuštění vedlo, v pozadí ale mohly být hospodářské sankce či tlak ze zahraničí. Ani po letech v internaci neztratila Aun Schan Su Ťij podporu obyvatel. Lidé se shromažďovali u jejího domu, kde Aun Schan Su Ťij promlouvala a přítomné povzbuzovala. Popularita těchto setkání rostla, což juntu přimělo k opětovnému zásahu. Ve sdělovacích prostředních byla Aun Schan Su Ťij ostře napadána a její příznivci zastrašováni. Mnozí studenti se začali bouřit a vysoké školy byly opět uzavřeny. V roce 1996 byla pod dvacetiletým trestem účast na shromážděních s Aun Schan Su Ťij přísně zakázána. Téhož roku se Národní liga pro demokracii pokusila uspořádat v Rangúnu sjezd, ale delegáty strany zatkla policie.
V průběhu 90. let přijaly některé země, v čele se Spojenými státy, Kanadou a státy Evropské unie, další sankce vůči barmskému režimu. Na druhou stranu Barma posilovala své vztahy s některými asijskými zeměmi, zejména Indií a Čínou, které prosazovaly postoj, že další sankce nebo mezinárodní tlak nepovedou k výraznější změně situace v zemi. 23. června 1997 vstoupila Barma do organizace ASEAN.
V listopadu 1997 došlo ke změnám uvnitř junty, kterou opustilo několik členů, formálně obviněných z korupce. Junta se nově ustavila jako Státní rada míru a rozvoje. Nová junta měla 19 členů, z toho 15 nejvyšších představitelů armády. Svůj dřívější vliv si Than Šwei, spolu s Maun Eiem a Kchin Ňjunem udrželi i v nové juntě. V srpnu 2003 zaujal Than Šwei obnovenou funkci hlavy státu. V Barmě se rapidně zvyšovaly výdaje na armádu i celkový počet příslušníků ozbrojených sil.
Vliv Národní ligy pro demokracii se důsledkem nekompromisních opatření režimu zeslaboval. Strana neměla přístup do sdělovacích prostředků a nemohla ani publikovat své vlastní materiály, čímž ztrácela kontakt s veřejností. Obyvatelům byly vnucovány petice, které měly řádně zvolené kandidáty strany zbavit mandátu. Vlivem represí ze strany mnoho členů vystoupilo, další přišli o zaměstnání a jejich děti byly vyloučeny ze škol. Vedení Národní ligy pro demokracii se v srpnu 1998 rozhodlo svolat Lidové shromáždění, které bylo zvoleno ve volbách roku 1990. Tento záměr ale přerušila rozsáhlá vlna zatýkání. Junta odepřela vážně nemocnému Michaelovi Arisovi, manželovi Aun Schan Su Ťij, vstup do země (s odvoláním na to, že není schopna zajistit mu adekvátní lékařskou péči). Michael Aris zemřel v březnu 1999. V září 2000 byla Aun Schan Su Ťij znovu internována v domácím vězení. Patrně jako výsledek trvalého tlaku ze zahraničí byla Aun Schan Su Ťij v květnu 2002 opět propuštěna. Po svém propuštění dále pokračovala v opoziční činnosti a cestách po celé Barmě. 30. května 2003 při jednom ze setkání poblíž osady Dipeyn zaútočila na Aun Schan Su Ťij a přítomné posluchače skupina mladíků. Toho dne byly zabity stovky lidí, pachatelé dopadeni nebyli. Sama Aun Schan Su Ťij napadení přežila. Po této události byla Aun Schan Su Ťij z důvodu osobní ochrany znovu internována.
V srpnu 2003 junta zveřejnila nový program Cestovní mapa k demokracii. Tento program obsahoval opětovné svolání Národního shromáždění, které mělo dokončit návrh ústavy. Hotová ústava měla být schválena v lidovém referendu a po referendu měly následovat volby do Lidového shromáždění. Obnoveného zasedání Národního shromáždění se mohly účastnit pouze vybrané menší politické strany. Delegáti řady stran, které regulérně zvítězily ve volbách, do něj přizváni nebyli. Zasedání Národního shromáždění bylo po krátkém čase opět odročeno. Cestovní mapa k demokracii nepočítá s širší spoluúčastí Národní ligy pro demokracii a nezahrnuje ani bližší termín realizace jednotlivých kroků.
V říjnu 2004 nahradil Sou Win v úřadu premiéra země Kchin Ňjuna, který byl formálně obviněn z korupce a internován v domácím vězení. Odvolání Kchin Ňjuna je patrně výsledek vnitřních sporů uvnitř junty. Kchin Ňjun je totiž označován jako zastánce umírněnějšího přístupu k opozici a Than Šwei naopak jako iniciátor tvrdého kurzu.
V únoru 2005 bylo znovu svoláno zasedání Národního shromáždění, které zasedalo až do ledna 2006. V listopadu 2005 byla internace Aun Schan Su Ťij opět prodloužena. Spolu s vlivem se ztrácí i samotná struktura Národní ligy pro demokracii. V současné době je 80% členů dřívějšího vedení strany ve vězení nebo z funkce odstoupilo.
V listopadu 2005 byly vládní úřady a ministerstva přestěhovány do nového hlavního města Neipyjto poblíž Pjinmany. Příčiny tohoto rozhodnutí nejsou známy, ale jako nejpravděpodobnější důvod se jeví jeho výhodná strategická poloha uvnitř země. Nové hlavní město Neipyjto bylo slavnostně otevřeno 27. března 2006.
V listopadu 2006 oznámila Mezinárodní organizace práce, že podá žádost k Mezinárodnímu soudnímu dvoru, aby se zabýval jednáním členů barmské junty na základě obvinění ze zločinů proti lidskosti. Důvodem této žádosti bylo nesnižující se použití nucené práce ze strany barmské armády. Podle odhadů je v Barmě nucené práci podroben téměř milion obyvatel.
15. srpna 2007 došlo v Barmě k náhlému a velmi prudkému zvýšení cen pohonných hmot, poté, co junta neohlášeně odstranila subvence pro paliva. Do jednoho týdne vzrostly ceny nafty a benzínu až o 100% a cena stlačeného zemního plynu, používaného v autobusové dopravě, až na pětinásobek původní ceny. Zvýšení transportních nákladů se rychle projevilo nárůstem cen potravin a jiných základních komodit.
Tento krok junty vyvolal obrovskou vlnu nespokojenosti a mnoho lidí vyšlo do ulic. Junta se snažila protesty ukončit již v počátku a nasadila proti protestujícím bezpečností síly. Následoval tvrdý zákrok bezpečnostních složek, při němž byly zbity a zatčeny stovky lidí. Zásah bezpečnostních sil byl provázen také raziemi a rozsáhlým pátráním po vůdcích a organizátorech protestů, kteří byli nuceni se skrývat. Nekompromisní postup junty nakonec vedl k přechodnému oslabení protestních akcí. K obnovení protestů došlo ve chvíli, kdy se do nich zapojila velká řada buddhistických mnichů. Mniši se v protestním průvodu objevili poprvé již 28. srpna. K vyhrocení celé situace došlo 5. září, kdy barmské bezpečností síly, za použití násilí, slzného plynu a varovné střelby, zasáhly proti demonstraci v jednom menším městě nedaleko Mandalaje. Tato událost vyvolala všeobecné pobouření a celá řada mnichů začala volat po omluvě za násilí, propuštění všech zadržovaných demonstrantů a politických vězňů a opatřeních ke zmírnění důsledků prudkého zvýšení ceny paliv. Mniši hrozili, že začnou bojkotovat almužny od členů vojenského režimu. Juntě bylo uloženo ultimátum do 17. září 2007.

Do určeného dne ale junta na žádost buddhistických mnichů nezareagovala, a ti tak 18. září vyšli do ulic. Protesty mnichů rychle nabývaly na síle a šířily se po celé zemi. Těmto protestům se podle šafránové barvy rouch buddhistických mnichů začalo přezdívat Šafránová revoluce. Junta zpočátku proti protestním akcím vedeným mnichy nijak nezasahovala. Skupině demonstrantů se dokonce podařilo setkat se s Aun Schan Su Ťij. Vynořily se také zprávy o údajné nejednotnosti uvnitř barmských ozbrojených sil, ohledně postupu v nastalé situaci. Žádné z těchto zpráv ale nebyly potvrzeny. K zástupům demonstrujících buddhistických mnichů se postupně začali přidávat také další obyvatelé Barmy a 24. září protestovalo v ulicích Rangúnu již více než 100 tisíc lidí. 

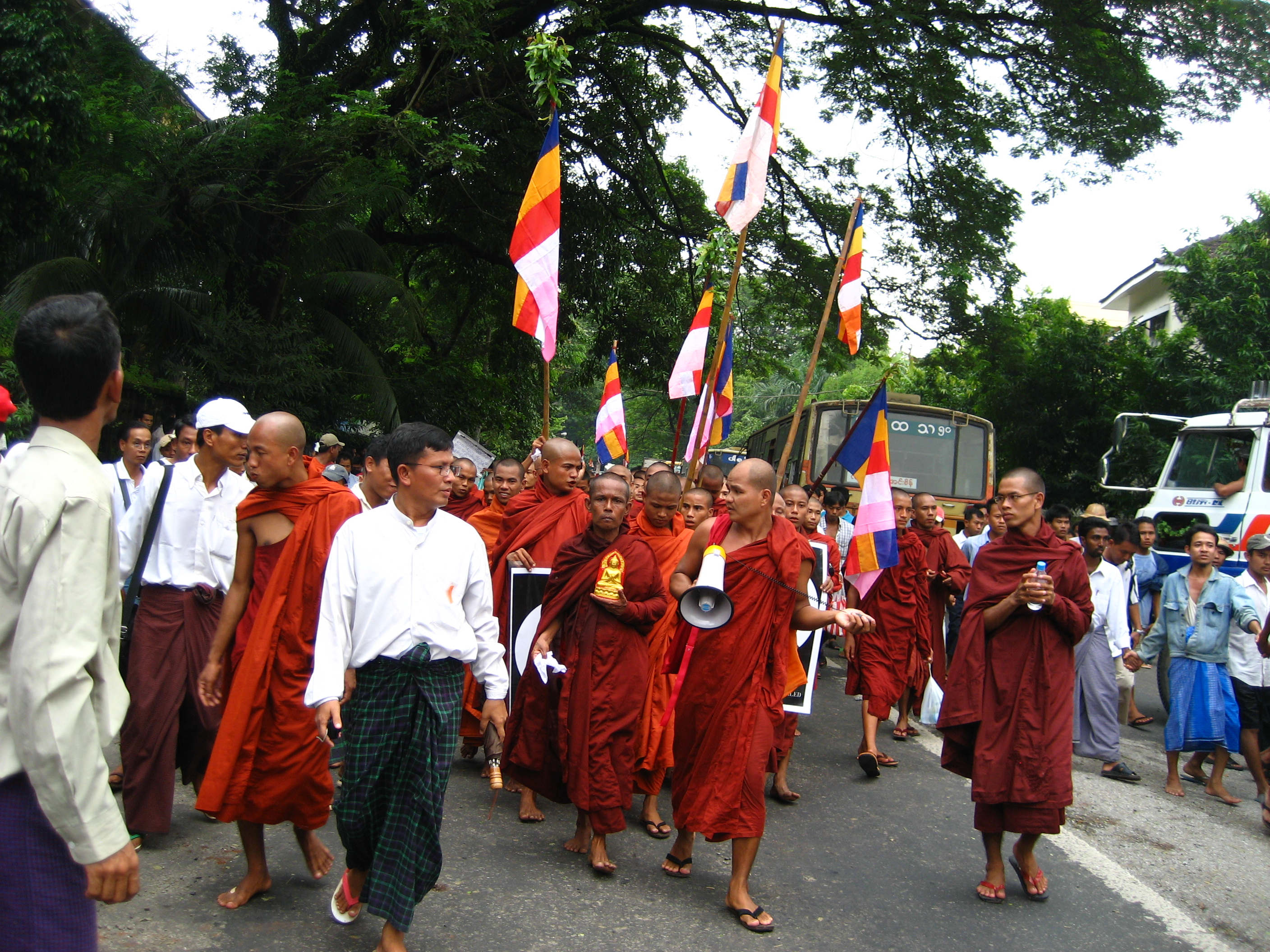
Protestující davy během Šafránové revoluce

25. září junta uvalila zákaz vycházení ve večerních hodinách a zakázala jakékoliv shromažďování více než pěti osob. Do ulic větších městech byly znovu povolány bezpečnostní síly, včetně bojových jednotek z konfliktních oblastí. Junta se připravovala na opětovné potlačení protestů a objevily se i spekulace o tom, že se chystá infiltrovat demonstrace, aby rozpoutala násilí. 26. září junta proti pokračujícím demonstracím zasáhla. Povolané jednotky rozehnaly demonstrace slzným plynem, násilím a střelbou, při které bylo několik lidí zabito a mnoho dalších zraněno. Jednou z obětí střelby se stal také japonský televizní reportér. Tvrdý zákrok proti demonstracím byl provázen raziemi v desítkách klášterů. Několik klášterů bezpečnostní síly obsadily a řada mnichů byla napadena, těžce zbita a odvezena pryč. V řadě měst byly uzavřeny školy, vládní úřady a obchody. Znovu se také rozběhlo pátrání po prominentních členech opozice. Junta se snažila zabránit šíření informací a záběrů z protestních akcí a podnikla řadu opatření, až 29. září úplně přerušila internetové připojení země. I přesto proud informací a záběrů o dění v zemi zcela neustal.
I v následujících dnech se lidé shromažďovali v ulicích a pokoušeli se pokračovat v demonstracích, vždy proti nim ale zakročily barmské jednotky. Protesty tak začaly ztrácet na síle, až po několika dnech zcela ustaly. Státní média zveřejnila oficiální údaje, podle nichž si zásah bezpečnostních sil vyžádal dohromady 10 obětí. Přímí účastníci demonstrací ale odhadují, že o život přišlo na 200 lidí. Během několika dnů bylo při hromadném zatýkání zadrženo na 6 000 osob, včetně asi 1 400 mnichů.
30. září Aun Schan Su Ťij opustila domácí vězení a setkala se se zvláštním vyslancem OSN pro Barmu Ibrahimem Gambarim. Následně Gambari vedl jednání s generálem Than Šweiem. 11. října vydala Rada bezpečnosti OSN prohlášení důrazně vybízející režim, aby propustil politické vězně, ukončil násilí proti civilistům a zahájil opravdový dialog. Evropská unie se 15. října usnesla na zákazu veškerého dovozu dřeva, kovů a drahokamů z Barmy. Také pohrozila zákazem všech investic, jestliže režim nepřistoupí na dialog s demokratickým hnutím.
V únoru 2008 junta veřejně oznámila, že proběhne referendum o přijetí nové ústavy, a také avizovala konání voleb v roce 2010.
3. května 2008 zasáhl Barmu cyklon nazvaný Nargis. Tento cyklon se utvořil v Bengálském zálivu a poté se pohyboval dále severovýchodním směrem. Jakmile se cyklon přiblížil k barmskému pobřeží, vyvolal až tři metry vysokou přílivovou vlnu, doprovázenou intenzivními srážkami a větrem o rychlosti 190–240 km/h. Obyvatelé pobřežních oblastí nebyli o nebezpečí blížícího se cyklonu informováni.
Právě vysoká přílivová vlna ničivě zasáhla nízko položené oblasti delty řeky Iravadi, které představují centrum pěstitelství rýže v Barmě a jsou proto hustě obydlené. Cyklon Nargis je považován za nejhorší přírodní katastrofu v barmských dějinách. Zanechal po sobě tisíce mrtvých a zraněných a nespočet zatopených a zničených vesnic. Přibližné odhady hovoří o 100–200 tisících mrtvých či pohřešovaných a více než milionu obyvatel, kteří přišli o domov. Vážně poničena byla také rýžová políčka, tedy hlavní zdroj obživy místních obyvatel.
Podle výpovědí místních obyvatel junta na naléhavou situaci nereagovala a bezprostředně po úderu cyklonu nebyly do postižené oblasti vyslány žádné záchranné týmy ani armáda. Lidé v zasažené oblasti byli bez potravin, pitné vody a zdravotní péče, což vedlo k dalšímu prohlubování humanitární krize a šíření chorob.
Na půdě Rady bezpečnosti OSN byl návrh o přímé distribuci humanitární pomoci, kterým by bylo možno obejít postoj junty, zablokován Čínou. Po několika dnech od ničivého cyklonu požádala oficiálně barmská junta o mezinárodní humanitární pomoc a povolila přistání letadlům s materiální pomocí. Záhy ale junta distribuci materiální pomoci zásadně ztížila, když omezila udělování vstupních víz humanitárním pracovníkům. V důsledku toho proudila do Barmy zahraniční humanitární pomoc, kterou ale junta odmítala rozdělovat prostřednictvím zahraničních pracovníků. Vyskytla se i četná podezření, že junta část materiální pomoci zneužila. Teprve po příjezdu a jednáních s generálním tajemníkem OSN umožnila junta vstup humanitárních pracovníků do zasažených oblastí a tak humanitární pomoc začala proudit k potřebným. Celková škoda způsobená cyklonem Nargis byla odhadnuta na více než 10 miliard amerických dolarů.
Referendum o nové ústavě bylo uspořádáno 10. května. V některých oblastech, kde byl jeho průběh narušen cyklonem Nargis, bylo odloženo o několik dnů. Po vyhodnocení referenda zveřejnila junta výsledky, v nichž se jednoznačná většina obyvatel vyslovila pro přijetí nové ústavy. Samo referendum bylo provázeno četnými zprávami o zastrašování obyvatel, podvodech s hlasovacími lístky a všeobecném nedostatku informací. Nová ústava, která by tak měla vstoupit v platnost, vyhrazuje čtvrtinu parlamentních křesel pro armádu a stanovuje, že Ministerstvo vnitřních záležitostí bude výhradně pod armádní kontrolou. Nová ústava také obsahuje podmínku, že ten, kdo uzavřel sňatek s cizincem/cizinkou, nemůže kandidovat na úřad prezidenta.
4. května 2009 přeplaval Američan John Yettaw jezero a dostal se tak nepozván do domu Aun Schan Su Ťij. V domě pak setrval po další dvě noci, než byl spolu s Aun Schan Su Ťij zadržen a internován ve věznici Insein poblíž Rangúnu. V důsledku příchodu tohoto Američana byla Aun Schan Su Ťij obviněna z porušení podmínek domácí vězení a hrozil jí trest až ve výši pěti let. Aun Schan Su Ťij mělo domácí vězení skončit 27. května. 11. srpna 2009 byla Aun Schan Su Ťij rozhodnutím soudu odsouzena k dalším 18 měsícům domácího vězení. Po jednáních se Spojenými státy byl Američanovi umožněn návrat domů. John Yettaw dodnes neuvedl pravý důvod svého jednání, objevily se tak názory, že se mohlo jednat o plán junty, jak prodloužit internaci Aun Schan Su Ťij a znemožnit jí tak účast v nadcházejících volbách.
Na začátku srpna 2009 vypukl konflikt v autonomní oblasti Kokang v Šanském státě. Došlo zde ke střetu mezi barmskou armádou, která Kokang obsadila, a armádami místních etnických skupin. Poté, co boje ustaly se barmská armáda stáhla a do čela této správní oblasti dosadila více loajálního předsedu. V prvních dnech konfliktu uprchly tisíce tamějších obyvatel do sousední Číny. Vlna uprchlíků byla příčinou krátkodobého diplomatického sporu.
V říjnu 2010 barmská vláda zavedla novou vlajku, hymnu i oficiální název země, který nově zní Republika myanmarský svaz.
Několik měsíců před ohlášeným termínem voleb junta přijala řadu volebních zákonů. Jeden z nich stanovil, že členy politických stran nemohou být lidé, kteří jsou v současné době ve výkonu trestu. Vedení Národní ligy pro demokracii tak muselo zvážit, zda ze svých řad vyloučí Aun Schan Su Ťij a další politické vězně, aby tuto podmínku splnilo a strana se tak mohla voleb zúčastnit. Zároveň také Národní liga pro demokracii apelovala na juntu, aby přijala ústavní změny vedoucí k oslabení vlivu armády, přizvala mezinárodní pozorovatele pro zajištění svobodného a regulérního průběhu voleb a v neposlední řadě propustila politické vězně včetně Aun Schan Su Ťij. Na tyto výzvy ale junta nereagovala a k požadovaným změnám nedošlo. Vedení Národní ligy pro demokracii tak rozhodlo, že se strana za těchto podmínek voleb účastnit nebude.
Voleb se nemohly zúčastnit osoby aktivně sloužící v armádě. Proto řada důstojníků i členů vlády na armádní pozice rezignovala a odešla do civilu. Junta zcela odmítla účast mezinárodních pozorovatelů i zahraničních novinářů. Avizované parlamentní volby se konaly 7. listopadu 2010. Několik dnů poté junta vyhlásila jednoznačným vítězem voleb Stranu svazové solidarity a rozvoje, která získala téměř 80% veškerých hlasů (jedná se o stranu nově vzniklou ze Sdružení rozvoje a solidarity Svazu, které ve svých řadách údajně sdružuje polovinu obyvatel Barmy). Výsledek voleb, nutno říci oprávněně, neuznali představitelé opozice, kteří hovoří o rozsáhlých volebních podvodech, které stojí v pozadí. Informací není mnoho, nicméně svědkové zmiňují falšování volebních hlasů, zastrašování či podplácení. Volby se setkaly s ostrou kritikou z úst řady diplomatů a vrcholných představitelů demokratických zemí.
Vítězná Strana svazové solidarity a rozvoje je úzce spjata s armádou a do pozadí odstupující juntou. Do voleb tuto stranu vedl předseda předchozí loutkové vlády Thein Sein, který se tak stal staronovým předsedou vlády. Po volbách se svých funkcí ujalo 30 ministrů, z nichž pouze 4 nemají vojenskou minulost a rovná polovina působila i v předešlé vojenské vládě. V zemi došlo prostřednictvím voleb k formální změně státního zřízení na prezidentskou republiku.
13. listopadu, krátce po zveřejnění volebních výsledků, byla Aun Schan Su Ťij propuštěna z domácího vězení (od obnovení její internace uplynulo 18 měsíců). Aun Schan Su Ťij se opět zapojila do prodemokratické činnosti, nicméně nově ustavená vláda zatím nejeví potřebu s opozicí jednat. Po volbách a propuštění Aun Schan Su Ťij projevily Spojenené státy ochotu jednat o případné úpravě sankcí.
Čtvrtina křesel v obou komorách parlamentu i regionálních shromážděních je vyhrazena pro příslušníky ozbrojených sil. Klíčová ministerstva spravedlnosti, vnitra či obrany nadále zůstala pod přímou správou armády. Nový parlament zvolil do úřadu prezidenta Thein Seina. Je možné, že zemi nadále z ústraní řídí vojenská junta v čele s Than Šweiem, který se voleb nezúčastnil.
Nově ustavený barmský parlament tvoří dvě sněmovny. Sněmovna národností (obdoba horní sněmovny) má 224 křesel, z nichž je 168 obsazeno zvolenými kandidáty a 56 je vyhrazeno pro armádou nominované zástupce. Sněmovna reprezentantů (obdoba dolní sněmovny) má 440 křesel, z nichž je 330 určeno voleným zástupcům a 110 připadá představitelům armády.
Parlamentní volby představovaly pátý krok z celkem sedmidílného programu Cestovní mapy k demokracii. Šestý a sedmý krok představuje zasedání zvolených představitelů a přechod v moderní a demokratickou zemi.